# ケプラー1520b
ケプラー1520b（当初はKIC 12557548 bとして公表された）とは、K型主系列星である ケプラー1520 の周囲を公転している確認済みの太陽系外惑星である。地球からはくちょう座の方向に約2,020光年（620パーセク）離れた位置に存在する。惑星が主星の前を横切るときに発生する減光を観測するトランジット法を使用して発見された。この惑星は、主星が0.2%から1.3%までの光度の低下を記録した2012年に最初に存在が提案された。これは、惑星が急速に崩壊する可能性を示している。その後、2016年に減光の原因となった惑星の性質が最終的に確認された。ケプラー1520bは約4000万年から4億年で崩壊すると予想されている。

## 物理的特性

### 質量・半径・温度
ケプラー1520bの質量は不明であるが、質量損失率のモデリングによるとケプラー1520bが地球の質量の約2%（月の質量の2倍未満）を超えることは出来ないことを示している。計算によると、元の質量の70%を失った可能性がある。現在、鉄の核がむき出しになっている可能性がある。食連星を測定する試みから、ケプラー1520bの半径は、アルベドが0.5の場合、地球半径未満（4600キロメートル）に制限される。表面温度は2,255 K (1,982 °C; 3,599 °F)で、金星の表面よりも遥かに高温である。

### 主星
ケプラー1520bはケプラー1520と言う名称のK型主系列星の周囲を公転している。主星は0.76太陽質量、0.71太陽半径を有している。表面温度は4677ケルビンで、年齢は44.7億年である。それに比べて、太陽の表面温度は5778ケルビンで、年齢は46億年である。
ケプラー1520の見かけの等級、つまり地球から見たときの明るさは16.7である。したがって、肉眼で見るには暗すぎる。

### 軌道
ケプラー1520bは、太陽光度の14%である主星の周囲を公転し、公転周期は12時間強、軌道長半径は地球の約0.01倍である（太陽から水星までの距離は約0.38天文単位）。これは、これまでに検出された最も短い公転周期を持つ太陽系外惑星の1つである。

## 残りの寿命
ケプラー1520bは、その主星に非常に近い軌道を公転しているため、昇華によって惑星の物質が本質的に宇宙空間に蒸発し、10億年あたり約0.6~15.6地球質量を失う。科学者による予測に基づくと、ケプラー1520bは約4000万~4億年で消滅するとされている。質量損失率の計算は、惑星が最初に形成されたときのサイズが水星よりもわずかに小さいことを示している。これは、計算によると、地球の7%を超える質量の惑星は、10億年の間にほとんど質量を失うことがないためである。
この発見は、将来太陽が赤色巨星になったとき、地球が太陽とどのように相互作用するかを明らかにするのに役立つ。これは、およそ50~70億年後のことである。

## 発見

### 2012年の検出
惑星の存在は、2012年にケプラー宇宙望遠鏡によって収集されたデータで最初に証明された。しかし、恒星の光度曲線、その変動対時間のグラフは、光度の変動の規則的な低下が約15時間ごとにあったことを示した。遮断される光の量は、0.2%~1.3%までの広い範囲である。ソール・ラパポートと共同研究者は、互いに周回する2つの惑星（二重惑星）や、より大きな三重星系で主星の周囲を公転する食変光星など、光度曲線の異常を引き起こした可能性のあるさまざまな現象を提案した。しかしながら、著者らは仮想の二重惑星が不安定であることに気づいた。後者の説は、ケプラー宇宙望遠鏡によって収集されたデータでは十分にサポートされていない。
したがって、著者らは、観測された光度曲線の最も可能性の高い原因は、独立した軌道で小さな粒子を急速に放出している水星の質量の約2倍の、主星に非常に接近して公転している惑星であると仮定した。この現象の正確な原因は、惑星表面の直接昇華とその宇宙空間への放出、主星に非常に近い軌道を公転することによる潮汐効果によって引き起こされる激しい火山活動、または両方のプロセスがそれぞれを相互に強化することによるポジティブフィードバックを形成している可能性がある。

### 2016年の確認
ウィリアム・ハーシェル望遠鏡を使用した観測の後、別の天文学者グループがトランジット深度の色依存性を検出することができ、この惑星候補が破壊的な低質量の岩石惑星であり、通過する塵の雲を供給することを支持する独立した直接的な証拠を提供した。2016年5月にケプラーによってリリースされた新しいデータベースでは、当時のKIC 12554578 bの惑星の性質が確認され、ケプラー1520bという名称にアップグレードされた。